# Socket 939
Socket 939 es un zócalo de CPU que fue introducido por AMD en respuesta a Intel y su nueva plataforma para computadoras de escritorio, el zócalo LGA775. Socket 939 ha sido sustituido por el Socket AM2. Fue el segundo zócalo diseñado para la gama de procesadores AMD64 de AMD.

## Disponibilidad
Los procesadores y placas base con zócalo 939 estuvieron disponibles en junio de 2004, y fueron reemplazados por el Socket AM2 en mayo de 2006. Con la salida del zócalo AM2, AMD cesó la producción para este zócalo y centrarse en la plataforma AM2, sin embargo, en 2009, el fabricante de placas base ASRock lanzó una placa base con zócalo 939. La placa base utiliza el chipset AMD 785G IGP y un Southbridge SB710.
Tanto los procesadores de un núcleo como doble núcleo fueron fabricados para este zócalo bajo los nombres Athlon 64, Athlon 64 FX, Athlon 64 X2, Sempron y Opteron.El Opteron 190, con una velocidad de reloj de 2,8 GHz y 1 MB de caché de nivel 2 por núcleo, fue el procesador de doble núcleo más rápido fabricado para este zócalo, sin embargo, la disponibilidad de este procesador era limitada.El Opteron 185 (multiplicador bloqueado) y el Athlon 64 FX-60 (multiplicador desbloqueado), ambos con una velocidad de reloj ligeramente más lenta de 2.6 GHz, fueron los procesadores de doble núcleo más rápidos disponibles para el zócalo.El Opteron 156 funcionó un poco más rápido a 3 GHz, lo convirtió en el procesador de un solo núcleo más rápido del zócalo 939.

## Especificaciones técnicas
- Función completa de 32-bit, IA-32 y (x86). Compatibilidad para aplicaciones futuras de 64-bit usando el set de instrucciones AMD64.
- Direcciones físicas de 40-bits, Direcciones virtuales de 48-bits.
- 8 nuevos registros de 64-bit, para un total de 16
- 8 nuevos registros de 128-bit SSE/SSE2, para un total de 16
- Incluye el soporte para la tecnología 3DNow, SSE2, y SSE3 usando los procesadores más recientes (revisión E)
- Integra el controlador de "dual channel" (Doble Canal) DDR SDRAM admitiendo hasta 200MHz PC3200 ("DDR400")
- Soporte hasta 6,4 GB/s bando de memoria
- Tecnología HyperTransport para conexiones rápidas I/O, una de 16 bit admitiendo hasta 2000MHz
- 64KiB Nivel 1 caché de instrucción, 64KiB Nivel 1 caché de datos.[3]
- Soporta hasta  1MiB Nivel 2 caché.[3]
- Ciertos modelos (Athlon 64 X2) son procesadores dual-core y tienen físicamente 2 cores en un procesador.

## Núcleos soportados
- Clawhammer Core: Soporta Instrucciones L2 1MiB Caché/ SSE1, SSE2
- Newcastle Core: Soporta Instrucciones L2 512KiB Caché/ SSE1, SSE2
- Winchester Core: Soporta Instrucciones L2 512KiB Caché/ SSE1, SSE2
- Venice Core: Soporta Instrucciones L2 512KiB Caché/ SSE1, SSE2, SSE3
- San Diego Core: Soporta Instrucciones L2 1MiB Caché/ SSE1, SSE2, SSE3
- Manchester Core: Soporta Instrucciones (Dual Core) L2 512KiB caché por CPU/ SSE1, SSE2, SSE3
- Toledo Core: (Dual Core) Soporta Instrucciones L2 1MiB caché por CPU/ SSE1, SSE2, SSE3
- Venice Core CPUs incluye: 3000+, 3200+, 3500+, 3800+
- San Diego Core CPUs incluye: 3700+, 4000+, FX55, FX57
- Manchester Core CPUs incluye: X2 3800+, X2 4200+, X2 4600+
- Toledo Core CPUs incluye: X2 3800+, X2 4400+, X2 4800+, FX-60